# That's the Way (chanson de Led Zeppelin)
That's the Way est une ballade folk rock du groupe anglais Led Zeppelin tirée de leur troisième album, Led Zeppelin III, sorti en 1970. Comme pour plusieurs morceaux de l'album, il s'agit d'une chanson acoustique.

## Composition
Jimmy Page et Robert Plant écrivent le morceau en 1970, lors d'une retraite au cottage de Bron-Yr-Aur au Pays de Galles. Jimmy Page précise que les deux hommes l'ont développée et ont enregistré une démo approximative après une longue promenade avant de retourner au cottage.
Le titre provisoire original de la chanson est The Boy Next Door. À première vue, les paroles racontent l'histoire d'un garçon dont les parents s'opposent à son amitié avec un autre garçon parce qu'il a les cheveux longs et vient d'un quartier défavorisé. Elles font également référence aux premières tournées américaines du groupe, au cours desquelles ses membres étaient parfois harcelés en raison de leur apparence.
L'instrumentation de la chanson est minimaliste, composée d'une guitare acoustique à douze cordes, avec des accompagnements de mandoline et de steel guitar. Les percussions et la basse sont absentes de la majeure partie de la chanson jusqu'à l'outro instrumental. Jimmy Page indique que « Je ne pouvais pas vraiment jouer de la pedal steel comme un guitariste, mais je pouvais la jouer comme moi. [ rires ] Et tout à la fin, là où tout s'ouvre, j'ai joué du dulcimer, ». Il joue également la basse que l'on entend à la fin de la chanson : « Je faisais plusieurs overdubs et je me suis enthousiasmé. [Le bassiste] John Paul Jones était rentré chez lui, alors j'ai ajouté la partie de basse ! [rires] Cela n'arrivait pas souvent, croyez-moi !, ».

## Réception
Dans une critique contemporaine de Led Zeppelin III, Lester Bangs de Rolling Stone décrit That's the Way comme la première chanson de Led Zeppelin qui l'a vraiment ému. Il fait l'éloge de l'approche discrète mais efficace de la guitare acoustique et de la voix. Dans une critique ultérieure pour AllMusic, Denise Sullivan la qualifie de « l'une des plus belles ballades de Led Zeppelin (dans la vraie tradition de la ballade folk) ».

## Instrumentation
Selon Jean-Michel Guesdon et Philippe Margotin :
- Robert Plant : Chant
- Jimmy Page : Guitare 12 cordes, dulcimer, steel guitare, basse
- John Paul Jones : Mandoline
- John Bonham : tambourin

## Reprises
La chanson est réinterprétée par Page and Plant sur l'album No Quarter: Jimmy Page and Robert Plant Unledded en 1994. Elle est reprise par le groupe vocal The Blenders en 1997 sur l'album Now and Then.
Le groupe de metalcore Coalesce l'interprète sur leur EP There Is Nothing New Under the Sun en 1999 et John Craigie la sélectionne dans son album de reprises de chansons de Led Zeppelin Paper Airplane sorti en 2012.